# Beatrice Câșlaru
Beatrice Nicoleta Coadă-Câșlaru (ur. 20 sierpnia 1975 w Braile), rumuńska pływaczka specjalizująca się w stylu dowolnym, klasycznym oraz zmiennym. Medalistka olimpijska, mistrzostw świata i Europy.